# Elecciones presidenciales de Kiribati de 2016
Las elecciones presidenciales se celebraron en Kiribati el 9 de marzo de 2016. El resultado fue una victoria para Taneti Mamau del Partido Tobwaan Kiribati, que recibió el 60 % de los votos.

## Resultados
| Candidato                          | Partido                  | Votos  | %     |
| ---------------------------------- | ------------------------ | ------ | ----- |
| Taneti Mamau                       | Partido Tobwaan Kiribati | 19,833 | 59.96 |
| Rimeta Beniamina                   | Pilares de Verdad        | 12,764 | 38.59 |
| Tianeti Ioane                      | Pilares de Verdad        | 482    | 1.46  |
| Votos nulos/en blanco              | Votos nulos/en blanco    | 168    | –     |
| Total                              | Total                    | 33,247 | 100   |
| Votantes registrados/participación |                          |        |       |
| Fuente: Pina                       |                          |        |       |